# Videoaktivismus
Videoaktivismus ist eine Form des politischen Aktivismus, der bereits in den 1970er Jahren u. a. in den Sozial-, Umwelt-, Antirassismus- und Queer-Bewegungen entstand und sich der Medien Film und Video bedient. In den 1990er Jahren hat sich der Videoaktivsmus verstärkt in Großbritannien in der britischen „Do-It-Yourself-Bewegung“ (Thomas Harding) verbreitet.
Der Begriff Videoaktivismus etablierte sich, als immer mehr Aktivisten mit Videokameras Demonstrationen und politische Aktionen begleiteten und dokumentierten. Durch den Umstand, dass Videokameras immer erschwinglicher wurden und der Zugang zum Internet eine große Verbreitungsmöglichkeit bietet, entstanden zahlreiche Videokollektive, die ihre Produktionen unentgeltlich im Netz bereitstellen. Beispielsweise versteht sich die Bewegungsplattform indymedia.uk explizit als in der Tradition von Videoaktivismus stehend. So bildete die audiovisuelle Berichterstattung über die Protestaktionen am 1. Mai 2000 in London die „Geburtsstunde“ von indymedia.uk.
Immer populärer wird dabei auch die Verwendung von Lizenzen wie der Creative Commons License, womit auch Kritik an den Konzepten des Urheberrechts und des geistigen Eigentums artikuliert werden soll. So sind Filme von Videoaktivisten oft als Copyleft-Film gekennzeichnet.
Der Videoaktivismus bietet die Chance, jenseits der etablierten Mainstream-Meinung oder Spin von PR-Agenturen alternative Informationen, Sichtweisen und Nachrichten zu dokumentieren und zu verbreiten.